# Campeonato Matogrossense
El Campeonato Matogrossense es el campeonato de fútbol estadual del estado de Mato Grosso en el Centro-Oeste de Brasil, el torneo es organizado por la Federação Mato-Grossense de Futebol (FMF).
Al dividirse el estado el 1 de enero de 1979, en Mato Grosso y Mato Grosso do Sul los clubes Operário Futebol Clube y Esporte Clube Comercial ambos de la ciudad de Campo Grande, comenzaron a competir en el Campeonato Sul-Matogrossense.

## Equipos participantes (2025)
| - Equipo           | Ciudad             | En 2024           | Estadio            |
| ------------------ | ------------------ | ----------------- | ------------------ |
| Academia           | Rondonópolis       | 8.º               | Luthero Lopes      |
| Cuiabá EC          | Cuiabá             | 1.º               | Arena Pantanal     |
| Luverdense         | Lucas do Rio Verde | 3.º               | Passo das Emas     |
| Mixto              | Cuiabá             | 4.º               | Presidente Dutra   |
| Nova Mutum         | Nova Mutum         | 6.º               | Valdir Doilho Wons |
| Operário VG        | Várzea Grande      | 5.º               | Dito Souza         |
| Primavera          | Primavera do Leste | 7.º               | Cerradão           |
| Sinop              | Sinop              | 2.º (2.ª Divisão) | Gigante do Norte   |
| União Rondonópolis | Rondonópolis       | 2.º               | Luthero Lopes      |

## Campeones
| Temporada | Campeón                             | Subcampeón             |
| --------- | ----------------------------------- | ---------------------- |
| 1943      | Mixto Paulistano                    | Dom Bosco              |
| 1944      | Americano o no finalizado           | Atlético Matogrossense |
| 1945      | Mixto                               | Atlético Matogrossense |
| 1946      | Atlético Matogrossense              | Americano              |
| 1947      | Mixto                               | Dom Bosco              |
| 1948      | Mixto                               | Dom Bosco              |
| 1949      | Mixto                               | Palmeiras-MT           |
| 1950      | Atlético Matogrossense o Paulistano | Dom Bosco              |
| 1951      | Mixto                               | Americano              |
| 1952      | Mixto                               | Dom Bosco              |
| 1953      | Mixto                               | Americano              |
| 1954      | Mixto                               | Dom Bosco              |
| 1955      | Atlético Matogrossense              | Dom Bosco              |
| 1956      | Atlético Matogrossense              | Mixto                  |
| 1957      | Atlético Matogrossense              | Mixto                  |
| 1958      | Dom Bosco                           | Atlético Matogrossense |
| 1959      | Mixto                               | Americano              |
| 1960      | Dom Bosco o Atlético Matogrossense  | Atlético Matogrossense |
| 1961      | Mixto                               | Operário Várzea Grande |
| 1962      | Mixto                               | Palmeiras-MT           |
| 1963      | Dom Bosco                           | Mixto                  |
| 1964      | Operário Várzea Grande              | Mixto                  |
| 1965      | Mixto                               | Dom Bosco              |
| 1966      | Dom Bosco                           | Mixto                  |
| 1967      | Operário Várzea Grande              | Mixto                  |
| 1968      | Operário Várzea Grande              | Boa Vista-MT           |
| 1969      | Mixto                               | Palmeiras-MT           |
| 1970      | Mixto                               | Comercial Campo Grande |
| 1971      | Dom Bosco                           | Mixto                  |
| 1972      | Operário Várzea Grande              | Comercial Campo Grande |
| 1973      | Operário Várzea Grande              | Mixto                  |
| 1974      | Operário-Campo Grande               | Dom Bosco              |
| 1975      | Comercial Campo Grande              | União Rondonópolis     |
| 1976      | Operário-Campo Grande               | Mixto                  |
| 1977      | Operário-Campo Grande               | Comercial Campo Grande |
| 1978      | Operário-Campo Grande               | Mixto                  |
| 1979      | Mixto                               | Dom Bosco              |
| 1980      | Mixto                               | União Rondonópolis     |
| 1981      | Mixto                               | Operário Várzea Grande |
| 1982      | Mixto                               | Operário Várzea Grande |
| 1983      | Operário Várzea Grande              | Mixto                  |
| 1984      | Mixto                               | União Rondonópolis     |
| 1985      | Operário Várzea Grande              | Mixto                  |
| 1986      | Operário Várzea Grande              | Mixto                  |
| 1987      | Operário Várzea Grande              | Mixto                  |
| 1988      | Mixto                               | Barra do Garças        |
| 1989      | Mixto                               | Dom Bosco              |
| 1990      | Sinop                               | Dom Bosco              |
| 1991      | Dom Bosco                           | União Rondonópolis     |
| 1992      | Sorriso                             | Mixto                  |
| 1993      | Sorriso                             | Operário Várzea Grande |
| 1994      | Operário Várzea Grande              | Dom Bosco              |
| 1995      | Operário Várzea Grande              | União Rondonópolis     |
| 1996      | Mixto                               | Sinop                  |
| 1997      | EC Operário                         | União Rondonópolis     |
| 1998      | Sinop                               | EC Operário            |
| 1999      | Sinop                               | Juventude              |
| 2000      | Juventude                           | Sinop                  |
| 2001      | Juventude                           | União Rondonópolis     |
| 2002      | Operário Várzea Grande              | Juventude              |
| 2003      | Cuiabá                              | Barra do Garças        |
| 2004      | Cuiabá                              | União Rondonópolis     |
| 2005      | Vila Aurora                         | Operário FC            |
| 2006      | Operário FC                         | Barra do Garças        |
| 2007      | Cacerense                           | Grêmio Jaciara         |
| 2008      | Mixto                               | União Rondonópolis     |
| 2009      | Luverdense                          | Araguaia               |
| 2010      | União Rondonópolis                  | Operário FC            |
| 2011      | Cuiabá                              | Barra do Garças        |
| 2012      | Luverdense                          | Cuiabá                 |
| 2013      | Cuiabá                              | Mixto                  |
| 2014      | Cuiabá                              | Luverdense             |
| 2015      | Cuiabá                              | Operário Várzea Grande |
| 2016      | Luverdense                          | Sinop                  |
| 2017      | Cuiabá                              | Sinop                  |
| 2018      | Cuiabá                              | Sinop                  |
| 2019      | Cuiabá                              | Operário Várzea Grande |
| 2020      | Nova Mutum                          | União Rondonópolis     |
| 2021      | Cuiabá                              | Operário Várzea Grande |
| 2022      | Cuiabá                              | União Rondonópolis     |
| 2023      | Cuiabá                              | União Rondonópolis     |
| 2024      | Cuiabá                              | União Rondonópolis     |
| 2025      | Primavera                           | Cuiabá                 |

## Títulos por club
| Club                   | Ciudad             | Campeón | Subcampeón | Años campeón |
| ---------------------- | ------------------ | ------- | ---------- | --- |
| Mixto                  | Cuiabá             | 24      | 16         | 1943*, 1945, 1947, 1948, 1949, 1951, 1952, 1953, 1954, 1959, 1961, 1962, 1965, 1969, 1970, 1979, 1980, 1981 1982, 1984, 1988, 1989, 1996, 2008 |
| Cuiabá                 | Cuiabá             | 13      | 2          | 2003, 2004, 2011, 2013, 2014, 2015, 2017, 2018, 2019, 2021, 2022, 2023, 2024                                                                   |
| Operário-VG            | Várzea Grande      | 12      | 7          | 1964, 1967, 1968, 1972, 1973, 1983, 1985, 1986, 1987, 1994, 1995, 2002                                                                         |
| Dom Bosco              | Cuiabá             | 6       | 14         | 1958, 1960*, 1963, 1966, 1971, 1991 |
| Atlético Matogrossense | Cuiabá             | 6       | 4          | 1946, 1950*, 1955, 1956, 1957, 1960* |
| Operário-MS            | Campo Grande       | 4       | -          | 1974, 1976, 1977, 1978 |
| Sinop                  | Sinop              | 3       | 5          | 1990, 1998, 1999 |
| Luverdense             | Lucas do Rio Verde | 3       | 1          | 2009, 2012, 2016 |
| Juventude              | Primavera do Leste | 2       | 2          | 2000, 2001 |
| Sorriso                | Sorriso            | 2       | -          | 1992, 1993 |
| Paulistano             | Cuiabá             | 2       | -          | 1943*, 1950* |
| União Rondonópolis     | Rondonópolis       | 1       | 13         | 2010 |
| Americano              | Cuiabá             | 1       | 4          | 1944* |
| Comercial-MS           | Campo Grande       | 1       | 3          | 1975 |
| Operário FC            | Várzea Grande      | 1       | 2          | 2006 |
| EC Operário            | Várzea Grande      | 1       | 1          | 1997 |
| Cacerense              | Cáceres            | 1       | -          | 2007 |
| Vila Aurora            | Rondonópolis       | 1       | -          | 2005 |
| Nova Mutum             | Nova Mutum         | 1       | -          | 2020 |
| Primavera              | Primavera do Leste | 1       | -          | 2025 |
| Barra do Garças        | Barra do Garças    | -       | 4          | ----- |
| Mato Grosso            | Cuiabá             | -       | 3          | ----- |
| Boa Vista              | Colíder            | -       | 1          | ----- |
| Grêmio Jaciara         | Jaciara            | -       | 1          | ----- |
| Araguaia               | Alto Araguaia      | -       | 1          | ----- |

(*) Títulos inciertos.